# Victor Ortiz
Victor Ortiz (Garden City, 31 gennaio 1987) è un attore e pugile statunitense.

## Biografia
Victor Ortiz nacque a Garden City, comune in Kansas nella Contea di Finney, il 31 gennaio 1987. Dopo aver avuto un'infanzia molto travagliata in quanto suo padre era un alcolista, ebbe molte difficoltà a integrarsi a scuola dove fu vittima di bullismo, tanto che si iscrisse a pugilato per imparare a difendersi dai bulli. All'età di 17 anni incominciò il suo percorso tra i professionisti nella boxe.

### Carriera nel pugilato
Entrò tra i professionisti all'età di 17 anni battendo Raul Montes. Nel 2008 venne definito dall'emittente ESPN come il prospetto dell'anno. Il 16 aprile 2011 ottenne il titolo dei pesi welter battendo Andre Berto. Tuttavia perse il titolo 5 mesi dopo il 17 settembre 2011 contro Floyd Mayweather che sconfisse Ortiz per KO, seppur in modo molto controverso. Quattro anni dopo Ortiz dichiarò che avrebbe voluto una rivincita contro Mayweather che tuttavia non gli venne concessa dal pugile dal Michigan.

### Carriera da attore
Esordì da attore nel 2012 nel sesto episodio della prima stagione della serie TV Chiquis 'n Control.
Al cinema è noto per aver interpretato il ruolo di Mars (giovane recluta, cecchino specializzato) nei Mercenari 3 e per il ruolo che ebbe in Southpaw - L'Ultima Sfida, interpretando un giovane pugile di nome Ramone.
Nel 2016 apparì in singoli episodi nelle serie TV Dice, Hawaii Five-0, Life In Pieces e in due episodi della serie Ray Donovan.

## Controversie

### Caso giudiziario
Nel settembre 2018 è stato arrestato in California nell'ambito di un'indagine per violenza sessuale iniziata a seguito di una denuncia di una donna. È stato immediatamente rilasciato a seguito del pagamento di una cauzione di 100.000 dollari statunitensi.

## Filmografia

### Cinema
- I Mercenari 3, regia di Patrick Hughes (2014)
- Southpaw - L'Ultima Sfida, regia di Antoine Fuqua (2015)
- C'era una volta a Los Angeles (Once Upon a Time in Venice), regia di Mark Cullen e Robb Cullen (2017)
- Avenge The Crows, regia di Nathan Gabaeff (2017)
- Perfect, film di Eddie Alcazar (2018)
- Fury of the Fist and the Golden Fleece, regia di Alexander Wraith (2018)

### Televisione
- Chiquis 'n Control - serie TV, episodio 1x06 (2012)
- Dice - serie TV, episodio 1x06 (2016)
- Ray Donovan - serie TV, 2 episodi (2016)
- Hawaii Five-0 - serie TV, episodio 7x03 (2016)
- Life In Pieces - serie TV, episodio 2x06 (2016)

## Doppiatori italiani
Nelle versioni in italiano delle opere in cui ha recitato, Victor Ortiz è stato doppiato da:
- Alessandro Sanguigni in Southpaw - L'Ultima Sfida
- Stefano Starna in Life in Pieces